# متجر كبير (مسلسل تلفزيوني)
متجر كبير (بالإنجليزية: Superstore)‏ هي مسلسل تلفزيوني كوميدي أمريكي تم بثه على هيئة الإذاعة الوطنية منذ 30 تشرين الثاني 2015.

## روابط خارجية
- متجر كبير على موقع IMDb (الإنجليزية)
- متجر كبير على موقع ميتاكريتيك (الإنجليزية)
- متجر كبير على موقع روتن توميتوز (الإنجليزية)
- متجر كبير على موقع نتفليكس (الإنجليزية)
- متجر كبير على موقع كينوبويسك (الروسية)
- متجر كبير على موقع ألو سيني (الفرنسية)
- متجر كبير على موقع قاعدة بيانات الفيلم (الإنجليزية)